# Симфония № 8 (Брукнер)
Симфония № 8 до минор, WAB 108 — произведение Антона Брукнера, написанное в 1884—1887 гг.

## Части
1. Allegro moderato
2. Scherzo. Allegro moderato
3. Adagio. Feierlich langsam, doch nicht schleppend
4. Finale. Feierlich, nicht schnell

## Версии

### 1887
Оригинальная версия. Брукнер работал над ней с октября 1884 г. по август 1885 г., продолжая вносить исправления до 3 июля 1887 г. По сравнению с более поздними, эта версия значительно пространнее и имеет отличия в инструментовке (самое значительное — двойной набор деревянных духовых вместо тройного); первая часть заканчивается на форте; в кульминации Адажио другая тональность. Издана под редакцией Л. Новака (1972).

### 1890
Некоторые специалисты, в том числе Р. Хаас и Д. Кук, полагают, что эта версия — продукт неуверенности Брукнера в себе и давления со стороны коллег наподобие Й. Шалька. Однако Новак указал, что её рукопись полностью написана автором и не содержит чужих помет. По свидетельству друзей и единомышленников, Брукнер не терпел постороннего вмешательства в свои произведения. Версия издана под редакцией Л. Новака (1955).

### 1892
Первое издание и премьерная версия (единственная симфония Брукнера, опубликованная до премьеры). Наиболее заметные отличия от версии 1890 — шеститактовая купюра и двухтактовый повтор в Финале. Изменения, сделанные Йозефом Шальком и Максом фон Оберлайтнером почти наверняка без участия Брукнера, возможно, были авторизованы перед публикацией.

### Издание Хааса
Издание под реакцией Р. Хааса (1939) основывается на автографе версии 1890, но восстанавливает по автографу версии 1887 некоторые опущенные или переработанные фрагменты. Более того, Хаас вставил в Финал восемь тактов собственного сочинения, скомбинировав их из гармоний версии 1887 и карандашных помет Брукнера на полях версии 1890; при этом пять авторских тактов выпало из партитуры. Это «исправление» в издании никак не оговорено. Б. Корстведт охарактеризовал это вмешательство как «превосходящее разумные пределы научной ответственности». Несмотря на это, многие дирижёры и после выхода в свет выверенного издания Новака отдавали предпочтение Хаасу.

## Состав оркестра
Деревянные духовые
3 флейты
3 гобоя
3 кларнета (B)
3 фагота (с контрфаготом)
Медные духовые
8 валторн (F, B)
3 трубы (F)
3 тромбона
2 тубы (басовая и контрбасовая)
4 вагнеровские тубы (F, B)
Ударные
литавры
Струнные
I и II скрипки
альты
виолончели
контрабасы

## История исполнения
Дирижёр Герман Леви, поклонник и сподвижник Брукнера, не имел возможности взяться за премьеру этой работы и порекомендовал композитору своего ученика Феликса Вайнгартнера, который планировал исполнить симфонию, но в конце концов отказался от этой идеи, опасаясь, что его оркестр в Майнингене с ней не справится. Премьера состоялась 18 декабря 1892 года в Вене под управлением Ханса Рихтера. При жизни автора симфония прозвучала ещё дважды: 22 октября 1893 г. её исполнил в Ольмюце Владимир Лаблер, 18 декабря 1895 года в Дрездене — Жан Луи Никоде.

## Избранная дискография

### Версия 1887
- Георг Тинтнер c Национальным молодёжным оркестром Канады (1982) и Национальным симфоническим оркестром Ирландии (1996)
- Михаэль c оркестром Юго-Западного радио Германии (2007)

### Версия 1887/90 (Хаас)
- Герберт фон Караян c Прусской государственной капеллой (1944), Венским филармоническим оркестром (1957, 1965, 1978, 1979, 1986, 1988, 1989) и Берлинским филармоническим оркестром (1957, 1966, 1967, 1974, 1975)
- Ойген Йохум c Гамбургским государственным филармоническим оркестром (1949) и Симфоническим оркестром Гессенского радио (1949)
- Карл Шурихт с Симфоническим оркестром Штутгартского радио (1954), симфоническим оркестром Северогерманского радио (1955) и Венским филармоническим оркестром (1963)
- Эдуард ван Бейнум с оркестром Консертгебау (1955)
- Ханс Росбауд с оркестром Юго-Западного радио Германии (1955)
- Франц Конвичный с Симфоническим оркестром Берлинского радио (1959)
- Евгений Мравинский с оркестром Ленинградской филармонии (1959)
- Отто Клемперер с Филармонией (1964)
- Бернард Хайтинк с оркестром Консертгебау (1969, 1970, 1979, 1981, 2005), молодёжным оркестром Европы (1989), Симфоническим оркестром Баварского радио (1993), Венским филармоническим оркестром (1995), Бостонским симфоническим оркестром (1998) и Саксонской государственной капеллой (2002)
- Яша Горенштейн с Лондонским симфоническим оркестром (1970)
- Гюнтер Ванд с Гюрцених-оркестром (1971), симфоническим оркестром Кёльнского радио (1979), симфоническим оркестром NHK (1983), симфоническим оркестром Баварского радио (1984), симфоническим оркестром Берлинского радио (1985), Венским симфоническим оркестром (1985), симфоническим оркестром Северогерманского радио (1987, 1990, 1993, 2000), Берлинским филармоническим оркестром (1996, 2001), Бамбергским симфоническим оркестром (1999) и Мюнхенским филармоническим оркестром (2000)
- Отмар Суитнер с Берлинской государственной капеллой (1987, 1988)

### Версия 1890 (Новак)
- Яша Горенштейн с Венским симфоническим оркестром «Pro Musica» (1955)
- Отто Клемперер с Симфоническим оркестром Кёльнского радио (1957) и Новой филармонией (1970)
- Ойген Йохум c Берлинским филармоническим оркестром (1964, 1978), Саксонской государственной капеллой (1976), Бамбергским симфоническим оркестром (1982) и оркестром Консертгебау (1984)
- Джордж Селл с Кливлендским оркестром (1969)
- Серджиу Челибидаке с симфоническим оркестром Штутгартского радио (1974, 1976), симфоническим оркестром Датского радио (1975) и Мюнхенским филармоническим оркестром (1979, 1985, 1987, 1988, 1990, 1991, 1993, 1994)
- Карло Мария Джулини c Венским филармоническим оркестром (1984) и с Всемирным филармоническим оркестром (1985)
- Лорин Маазель с Берлинским филармоническим оркестром (1989)
- Николаус Арнонкур с Венским филармоническим оркестром (2000)
- Бернард Хайтинк с оркестром Консертгебау (2007)
- Марек Яновский с оркестром романской Швейцарии (2009, 2010)

### Версия 1892 (первое издание)
- Бруно Вальтер c Нью-Йоркским филармоническим оркестром (1941)
- Сергей Кусевицкий c Бостонским симфоническим оркестром (1947; с обширными купюрами)
- Джордж Селл с оркестром Консертгебау (1951)
- Ханс Кнаппертсбуш с Берлинским филармоническим оркестром (1951), Баварским государственным оркестром (1955), Венским филармоническим оркестром (1961) и Мюнхенским филармоническим оркестром (1963)
- Вильгельм Фуртвенглер с Венским филармоническим оркестром (1954)
- Йозеф Крипс c Нью-Йоркским филармоническим оркестром (1961) и Венским симфоническим оркестром (1971)
- Уильям Стайнберг c Бостонским симфоническим оркестром (1962, 1972) и Нью-Йоркским филармоническим оркестром (1964)

### Версия Фуртвенглера
(на основе издания Хааса с изменениями по более ранним изданиям)
- Вильгельм Фуртвенглер с Венским филармоническим оркестром (1944) и Берлинским филармоническим оркестром (1949)